# Coffea grevei
Coffea grevei là một loài thực vật có hoa trong họ Thiến thảo. Loài này được Drake ex A.Chev. mô tả khoa học đầu tiên năm 1938.